# Device (альбом)
Device — единственный студийный альбом американской индастриал-метал-группы Device, с участием Дэвида Дреймана из Disturbed и бывшего гитариста группы Filter Джено Ленардо. Издан в 2013 году.

## Выпуск и продвижение
Клип Vilify был выпущен 19 февраля. На нём группа выступает в основном в темной среде со вспышками ослепительного белого света в виде андроида, как существо появляется на свет.
25 марта, группа выпустила второй трек с альбома, «You Think You Know». 27 марта, группа представила песню «Penance» исключительно на веб-сайте Billboard. 29 марта, была выпущена песня «Close My Eyes Forever» (дуэта Лита Форд и Оззи Осборн), дебютировал исключительно на сайте Bloody Disgusting.
В тур с альбомом группа поехала в составе барабанщика Evanescence Уилла Ханта и гитариста Dope Вайруса, но не включила в себя Джено Ленардо. Первый концерт группы должен состояться на следующий день после релиза их альбома, в Soul Kitchen Music Hall в Мобиле, штат Алабама 10 апреля.

## Критика
Альбом приняли неоднозначно. Bloody Disgusting описали альбом как «…не больше чем лёгкая версия Disturbed…» и критиковал его за то что «…альбом получился полностью забывающимся и неутешительно, невероятно общий…». С другой стороны Artistdirect дал альбому восторженный отзыв, ссылаясь на звучание альбома как «обновление и активизация» и назвав его «… одной из лучших записей года».

## Список композиций
Музыка и слова всех песен написаны Дэвидом Дрейманом и Джено Ленардо, если не указано иное.
| №                   | Название                                                   | Автор(ы)                | Длительность |
| ------------------- | ---------------------------------------------------------- | ----------------------- | ------------ |
| 1.                  | «You Think You Know»                                       |                         | 3:39         |
| 2.                  | «Penance»                                                  |                         | 3:28         |
| 3.                  | «Vilify»                                                   |                         | 3:39         |
| 4.                  | «Close My Eyes Forever» (при участии Лиззи Хэйл)           | Лита Форд и Оззи Осборн | 4:36         |
| 5.                  | «Out of Line» (при участии Сержа Танкяна и Гизера Батлера) |                         | 3:40         |
| 6.                  | «Hunted»                                                   |                         | 3:53         |
| 7.                  | «Opinion» (при участии Тома Морелло)                       |                         | 3:52         |
| 8.                  | «War of Lies»                                              |                         | 4:05         |
| 9.                  | «Haze» (при участии М. Шадоуса)                            |                         | 4:24         |
| 10.                 | «Through It All» (при участии Гленна Хьюза)                |                         | 5:04         |
| 11.                 | «Wish» (Deluxe Edition)                                    | Трент Резнор            | 3:48         |
| 12.                 | «A Part of Me» (Deluxe Edition)                            |                         | 3:28         |
| Общая длительность: | Общая длительность:                                        | Общая длительность:     | 47:35        |

## Чарты
| Чарт                                   | Позиция |
| -------------------------------------- | ------- |
| Australian Albums (ARIA)               | 26      |
| Austrian Albums (Ö3 Austria)           | 57      |
| Belgium Flanders Albums (Ultratop)     | 171     |
| Belgium Wallonia Albums (Ultratop)     | 153     |
| Canadian Albums (Billboard)            | 11      |
| German Albums (Media Control)          | 54      |
| New Zealand Albums (Recorded Music NZ) | 4       |
| UK Albums (Official Charts Company)    | 64      |
| US Billboard 200                       | 11      |

## Участники записи
- Дэвид Дрейман — вокал
- Джено Ленардо — гитары, бас-гитара, клавишные
- Уилл Хант — ударные
- Virus — гитара

### Приглашенные музыканты
- Лиззи Хейл — вокал в «Close My Eyes Forever»
- Мэтт Шедоус — вокал в «Haze»
- Серж Танкян — вокал в «Out Of Line»
- Гизер Батлер — бас-гитара в «Out Of Line»
- Глен Хьюз — вокал в «Through It All»
- Том Морелло — гитара в «Opinion»